# Rorippa cygnorum
Rorippa cygnorum är en korsblommig växtart som beskrevs av Gregory John Keighery. Rorippa cygnorum ingår i släktet fränen, och familjen korsblommiga växter. Inga underarter finns listade i Catalogue of Life.